# Cyanoboletus
Cyanoboletus is een geslacht van schimmels behorend tot de familie Boletaceae. De typesoort is Cyanoboletus pulverulentus. De soorten van het geslacht komen wereldwijd voor.

## Soorten
Volgens Index Fungorum telt het geslacht acht soorten (peildatum december 2021):
| Soortnaam                               | Auteur(s)                                           | Publicatiejaar |
| --------------------------------------- | --------------------------------------------------- | -------------- |
| Cyanoboletus bessettei                  | A.R. Bessette, L.V. Kudzma & A. Farid               | 2021           |
| Cyanoboletus brunneoruber               | G. Wu & Zhu L. Yang                                 | 2016           |
| Cyanoboletus cyaneitinctus              | (Murrill) A. Farid, A.R. Franck & J.A. Bolin        | 2021           |
| Cyanoboletus hymenoglutinosus           | D. Chakr., K. Das, Baghela, S.K. Singh & Dentinger  | 2016           |
| Cyanoboletus instabilis                 | (W.F. Chiu) G. Wu & Zhu L. Yang                     | 2016           |
| Cyanoboletus pulverulentus (Inktboleet) | (Opat.) Gelardi, Vizzini & Simonini                 | 2014           |
| Cyanoboletus rainisiae                  | (Bessette & O.K. Mill.) Gelardi, Vizzini & Simonini | 2014           |
| Cyanoboletus sinopulverulentus          | (Gelardi & Vizzini) Gelardi, Vizzini & Simonini     | 2014           |